# Stimmverschlüsselung
Die Stimmverschlüsselung hat besondere Bedeutung für die Nachrichtentechnik sowie den Polizeifunk.
Klassische Ansätze beruhen darauf, spektrale Frequenzregionen des Sprachspektrums bijektiv in das Sprachspektrum selbst abzubilden, von woher aus sie wieder rekonstruiert werden können. Neuere Ansätze verschlüsseln diese Signale digital.
Der Vocoder („Voice coder“) ist eine Weiterentwicklung des früheren Voder. Der Vocoder kommt aus der militärischen Forschung und wurde um 1930 in den USA zur Stimmverschlüsselung entwickelt. Heute ist der Vocoder ein besonders beliebtes Effektgerät in der Unterhaltungsmusik. Er verbindet zwei Eingangssignale miteinander, wobei das Spektrum des einen Signals auf das andere formend wirkt. Mit einem Sprachsignal und einem Instrumentensignalgemisch ist es zum Beispiel möglich, ein Musikinstrument „sprechen“ zu lassen.